# Hronsek
Hronsek (bis 1948 slowakisch „Garansek“ – bis 1927 „Hronsek-Skalka“; ungarisch Garamszeg) ist eine Gemeinde der Slowakei in der Nähe von Banská Bystrica mit einer bemerkenswerten hölzernen Artikularkirche.
Der Ort trat historisch unter verschiedenen sprachlichen Bezeichnungen auf (deutsch Zwickelsdorf, Garanseck, ungarisch Garamszeg, 1500 Zyklafalu, 1506 Czwiklafalwa, Czwiklina, 1514 Galowyczfalwa, 1515 Galowycz, 1522 Czwiklyna, 1558 Czwiklyna alias Galfalwa, 1565 Garanzegh, 1572 Czwklina).
Das Dorf wurde erstmals im Jahr 1500 erwähnt, scheint aber aufs 13. bis 14. Jahrhundert zurückzugehen. Als Grundherren traten die Adelsfamilien Prokop, Soos und ab dem 17. Jahrhundert die Géczy auf.
Als Sehenswürdigkeiten sind das aus 1576 datierende Renaissanceschloss (ein Schloss der Familien Soos und Géczy) sowie die mächtige hölzerne Artikularkirche von 1726 mit abseits stehendem Holzglockenturm, welche seit 2008 in der UNESCO-Welterbeliste aufgenommen ist, zu nennen.

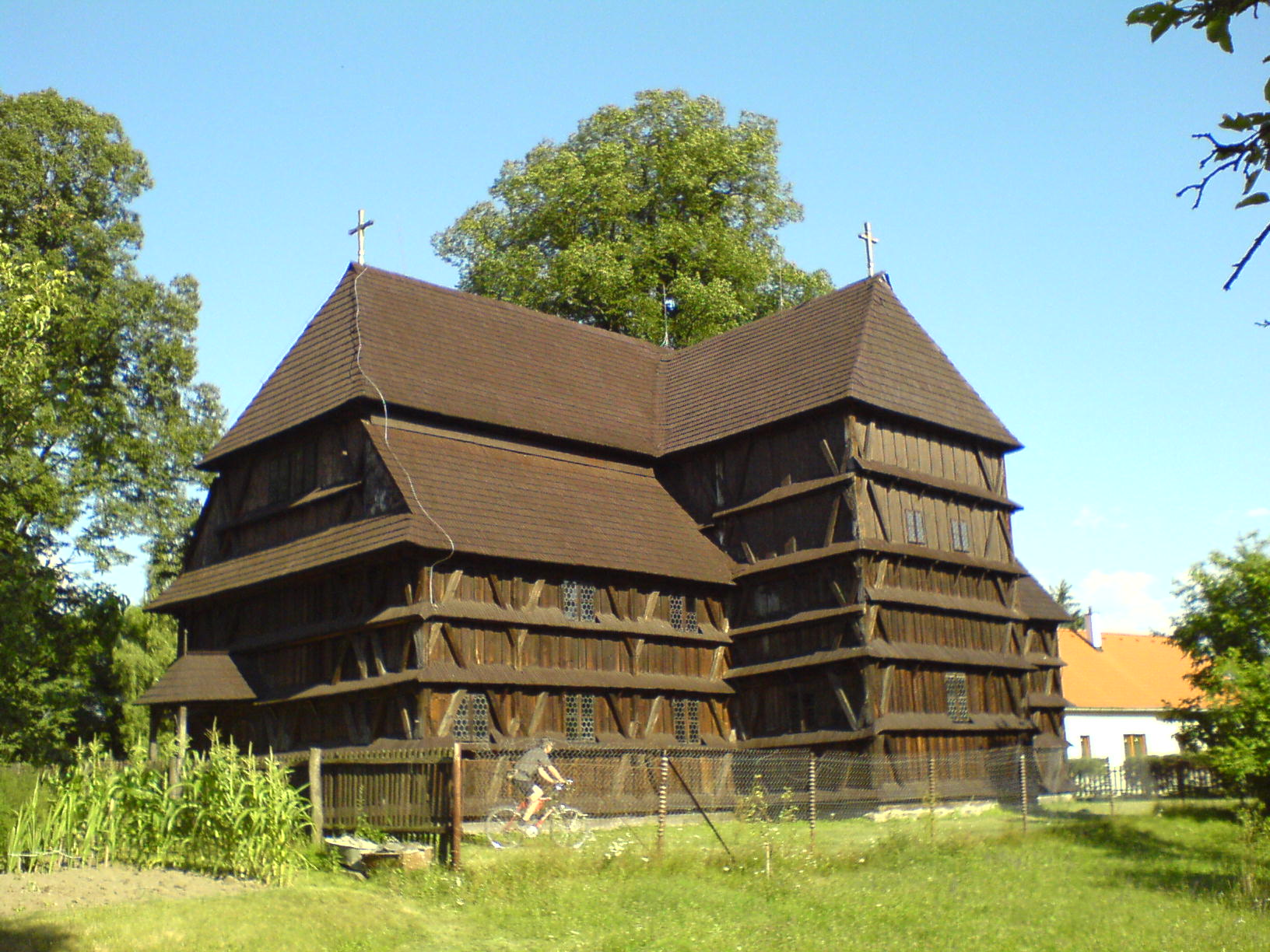
Artikularkirche im Ort
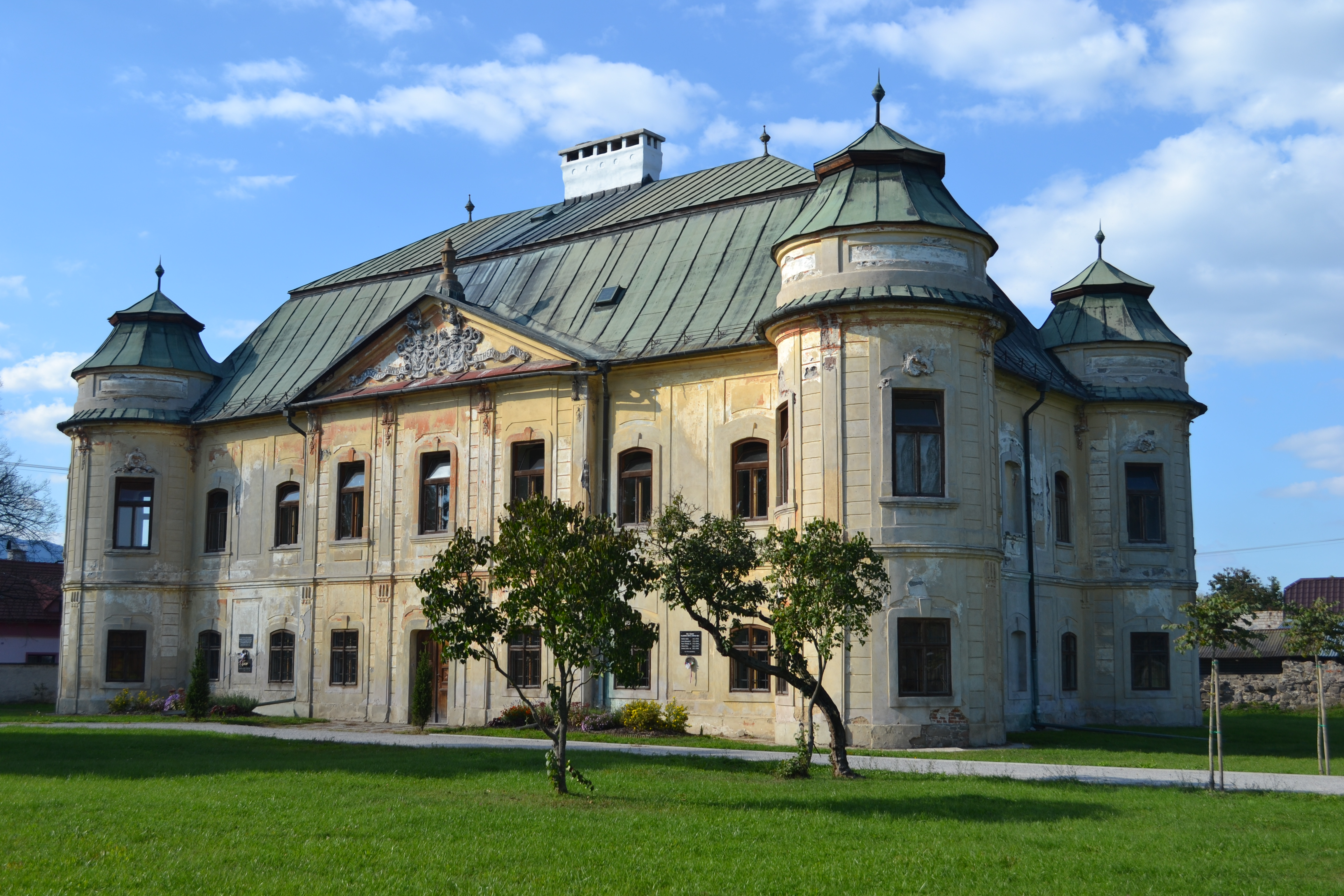
Schloss im Ort

## Bevölkerung
| Jahr                | 1994 | 2004     | 2014    | 2024    |
| ------------------- | ---- | -------- | ------- | ------- |
| Anzahl der Personen | 532  | 606      | 661     | 662     |
| Unterschied         |      | +13,90 % | +9,07 % | +0,15 % |

| Jahr                | 2023 | 2024    |
| ------------------- | ---- | ------- |
| Anzahl der Personen | 655  | 662     |
| Unterschied         |      | +1,06 % |